# Cincinnati, New Orleans and Texas Pacific Railway
Le Cincinnati, New Orleans and Texas Pacific Railway (CNO&TP) (sigle AAR: CNTP) est un chemin de fer américain de classe I qui circule entre Cincinnati, Ohio et Chattanooga, Tennessee au sud, constituant une partie du réseau du Norfolk Southern Railway. Le Cincinnati Southern Railway qui exploite cette ligne ferroviaire, appartient à la ville de Cincinnati, Ohio, et est loué au CNO&TP selon un accord de longue durée. C'est le seul chemin de fer de cette longueur qui soit possédé par une municipalité aux États-Unis. La location accordée au CNO&TP par le Cincinnati Southern Railway arrivera à échéance en 2026, avec une option de reconduction d'une durée de 25 ans. L'agrément est gouverné par les administrateurs du Cincinnati Southern Railway, lesquels sont désignés par le maire de Cincinnati, Ohio,.

## Histoire
Le Cincinnati Southern Railway initialement construit en 1877 en écartement de 5 pieds (1524 mm), fut converti en écartement standard (1435 mm) en 1886 en seulement 13 heures.
Il va de Cincinnati, Ohio vers Chattanooga. Il appartient à la ville de Cincinnati, Ohio mais il est exploité par le Norfolk Southern (NS) dont il constitue la portion Central Division.
La ligne est composée de 3 districts : le 1er se situe entre Cincinnati, Ohio et Danville, Kentuchy ; le second est localisé entre Danville, kentucky et Oakdale, Tennessee, il est surnommé « Rathole », car il est très escarpé et compte 27 tunnels ; le troisième prend place entre Oakdale et Chattanooga.
En l'espace de 60 ans, plusieurs travaux éliminèrent certains problèmes sur la ligne. Mais ce fut surtout entre 1961 et 1963 que le Southern Railway apporta d'importantes améliorations avec des rampes moins fortes, des courbes plus larges et de nouveaux tunnels de dérivations. De sorte que seuls les tunnels n°22 et 24 situés à Nemo, Tennessee, ainsi que les n°25 et 26 à Oakdale restèrent en exploitation. Mis à part le tunnel n°25, tous furent rénovés dans les années 1960. À la fin des années 1990, le NS doubla la voie au sud de Somerset, Kentucky entre Tateville et KD Tower près de Greenwood, Kentucky.
Plus de 50 trains quotidiens passent entre Danville, Kentucky et Harriman, Tennessee. Le trafic se partage entre le transport intermodal, les convois classiques, le fret local, le grain, le charbon et d'autres marchandises volumineuses.

### Sources de l'article
- « Southern Railway Ties », August 1963

Trackside Guide No. 1 - Cincinnati, Trains September 2002 
- « Railroad History Database »
- « Railroads of Cincinnati, includes a history of the CNO&TP with photos »